# 李季兰
李冶（约730—784年），字季兰（《太平广记》中一作“秀兰”），以字行。乌程（今浙江吴兴）人，唐代女诗人、女道士。與薛濤、魚玄機、劉采春並稱“唐代四大女詩人”。

## 生平
开元年间出生，早年居四川三峡，幼時「美姿容，神情蕭散，專心翰墨，善彈琴，尤工格律」六歲時寫《薔薇》一詩曰:「經時未架卻，心緒亂縱橫。」之句被父親批判有不守婦道之徵兆，必為失行婦。，善弹琴，尤工格律。在唐代，女子入道之風頗盛，那些「洗妝拭面著冠帔，白咽紅頰長眉青。」的女冠往往以修道為名，過著無拘無束的浪漫生活，其宕逸縱情者幾入娼妓一流。，而李冶入玉真观中作道姑，改名李季兰。季蘭姿容秀美，神情脫俗，又善彈琴，工翰墨，尤以詩才敏捷名聞遐邇，與名士朱放、阎士和、陸羽、皎然、崔涣、肖叔子等人友好，人稱風情女子，闻名广陵（扬州），刘长卿谓季兰为“女中诗豪”，高仲武夸她“形器既雄，诗意亦荡，自鲍照已下，罕有其伦。”。文士皆與之游，風流韻事自在所難免。高仲武《中興間氣集》曾記載過一件逸事：
 (季蘭)嘗與諸賢集烏程開元寺，河間劉長卿有陰重之疾，乃消之曰：「山氣日夕佳。」長卿對曰：「眾鳥欣有托。」舉座大笑，論兩者美之。
陰重之疾指疝氣，通常當時女子對此是諱言的，更不會用以取笑別人。季蘭卻以此為話題與長卿調笑，而長卿也與報以同樣的調笑語，其謔浪狂蕩、其與長卿等不同尋常的關係於此而知。
  而除了劉長卿外，與季蘭關係密切的還有皎然、朱放、陸羽等多人。皎然贈季蘭詩僅存一首，題為《答李季蘭》(《全唐詩》卷八二一)，詩云：
「  天女來相試，將花欲染衣。禪心竟不起，還捧舊花歸。」
從辛文房《唐才子傳》說他們意甚相得，嘆此詩謔浪至此可知他們倆之間恐怕是有染的，即便皎然是僧人。
而季蘭贈陸羽和朱放的詩個留下一首，其《湖上臥病喜陸鴻漸至》
  「昔去繁霜月，今來苦霧時。相逢仍臥病，欲語淚先垂。
  強勸陶家酒，還吟謝客詩。偶然成一醉，此外更何之。」
 詩中臥床湖上的嬌弱女子，與烏程開元寺那個與劉長卿相譏調的大膽潑辣女中詩豪判若兩人。由此也可之，身為女冠的李冶，表面上放縱自由，內心卻敢孤苦無依，其命運實際上也頗具悲劇色彩。
  而若說與陸羽的關係還可視為詩酒知己，他和朱放的感情卻已超出一般朋友關係。試看其《寄朱放》一詩：
「  望水試登山，山高湖又闊。相思無曉夕，相望經年月。
  郁郁山木榮，綿綿野花髮。別後無限情，相逢一時說。」
  鍾惺讀此詩後曾感嘆：「他人只知其蕩，而不知其蓄。所蓄既深，欲其不蕩，不可得也。凡婦人情重者，稍多婉轉，則蕩字鍾之矣。」
  李季蘭中晚年得志，被唐代宗召見時已四十餘，爾後還被唐德宗稱為「俊嫗」。但建中四年（783年）發生涇原兵變，大將朱泚自立為帝，李季兰呈诗给朱泚，有密切的书信来往，事件平定後，李季兰被逮捕，唐德宗责怪她说，為何不学严巨川有诗曰“手持礼器空垂泪，心忆明君不敢言”，遂令扑杀之。

## 詩風
詩以五言擅長，如〈寄校書七兄詩〉、〈送韓揆之江西詩〉、〈送閻二十六赴剡縣詩〉，置之大歷十子之中，不復可辨；其風格又遠在薛濤上，未可以篇什之少棄之矣。
李冶詩作， 尤其是李冶與皎然、朱放、陸羽、閻伯均幾位文人的唱和往來之作。在考證、賞析過程中，歸出李冶詩具有「重情且蕩」的風格，此點又可聯繫 胡應麟的觀點：「胡氏所謂的『大曆正音』恐怕還只是著眼於風調格律，還不能 完全概括季蘭詩的特點——從感情的狂放不羈而言，季蘭之作其實已接近『尚蕩』的貞元之風了」。
歸納比較三大「唐女詩人」的詩歌風格特色，李冶有著理性、無閨閣氣息的風格；薛濤則有著男性化的詩風，並有「以詩論詩」的特點，近似於男性詩歌批評的作派；魚玄機則溫柔敦厚、怨而不怒，是以女性角度出發，善寫情感。

## 作品
《李冶詩詞全集（18首）》

## 外部参考
- 《历代名媛诗词选》（重庆出版社 1985）